# MAI Moskau
MAI Moskau (russisch МАИ; Abkürzung für „Moscow Aviation Institute“), mit vollem Namen Sportverein des Moskauer Luftfahrtinstituts (Спортивный клуб Московского авиационного института, kurz СК "МАИ"), ist der Sportverein des Moskauer Staatlichen Luftfahrtinstituts. Bekannt wurde der 1930 gegründete Club mit 39 Abteilungen für seine Erfolge im Handball.

## Handball
Die Handballmannschaft der Herren wurde 1959 sowjetischer Vizemeister im Feldhandball und gewann die Meisterschaft 1960. Die Umstellung auf Hallenhandball erfolgte 1962, MAI Moskau konnte 1965, 1968, 1970 bis 1972, 1974 und 1975 insgesamt sieben weitere Meisterschaften feiern und wurde 1969 und 1973 sowie zwischen 1976 und 1980 jeweils sowjetischer Vizemeister. Damit war MAI hinter dem Stadtrivalen ZSKA erfolgreichster Club in der Geschichte des sowjetischen Herrenhandball.
Die größten Erfolge erreichte der Verein auf europäischer Bühne mit dem Einzug in drei Kontinentalfinals Mitte der 1970er Jahre:
- Europapokal der Landesmeister 1972/73: Sieger (26:23-Finalsieg über Partizan Bjelovar)
- Europapokal der Landesmeister 1973/74: Finalist (17:19-Niederlage n. V. gegen den VfL Gummersbach)
- Europapokal der Pokalsieger 1976/77: Sieger (18:17-Finalsieg über den SC Magdeburg)

Zu den bekanntesten Spielern gehören Jānis Vilsons, Alexander Koschuchow, Sergei Demidow, Walentin Sytschew, Wladimir Maximow, Alexander Schrypow, Wassili Iljin, Wladimir Krawzow, Juri Klimow, Wiktor Machorin, Oleg Gagin, Alexei Solowjew und Nikolai Tschigarjow.

## Basketball
Die Basketballmannschaft der Frauen gewann fünfmal die sowjetische Meisterschaft (1946, 1947, 1951, 1954, 1955).